# 1-я Революционная трудовая армия
1-я Революционная Армия Труда (Уральская трудармия) — трудовая армия (ранее 3-я армия (РККА)), была сформирована по указу Совнаркома от 15 января 1920 года по ходатайству руководства 3-й армии РККА (командующий Михаил Степанович Матиясевич, член РВС П. И. Гаевский). Армия создавалась для выполнения хозяйственно-экономических и частично управленческих задач в местах своей дислокации. Председателем Совета 1-й Революционной армии труда по решению Политбюро ЦК РКП(б) от 17 января—18 января 1920 года был назначен Л. Д. Троцкий. Армия подчинялась непосредственно РВСР, а в хозяйственно-трудовом отношении — Совету Труда и Обороны.
В задачи армии в соответствии с «Положением о Первой трудовой армии» входили: «заготовка и доставка в населённые пункты продовольствия и фуража на основе выполнения всех разверсток, установленных Наркомпродом; заготовка дров и подвоз их к заводам и железнодорожным станциям; организация для этой цели гужевого транспорта; мобилизация необходимой дополнительной рабочей силы для массовых работ; строительные работы как в пределах указанных выше задач, так и в более широком масштабе».
Постановлением Совета Рабоче-Крестьянской Обороны от 30 января 1920 года в район трудовой деятельности армии были включены губернии: Пермская, Екатеринбургская и Уфимская (за исключением Бирского, Мензелинского и Белебеевского уездов), постановлением СНК от 15 апреля 1920 года дополнительно Челябинская и Тюменская.
К началу марта стрелковые и кавалерийская дивизии, входившие в состав армии, были переданы в распоряжение Приуральского военного округа (ВО) и направлены на Западный фронт. К лету 1920-го состояла в основном из инженерно-строительных подразделений.
9 июня 1920 года все полки армии были переведены в состав ВОХР. 30 марта 1921 года все трудовые армии и части, в том числе и 1-я Революционная армия труда, были переданы в подчинение Наркомата труда.
В связи с постановлением СТО от 30 декабря 1921 года об упразднении трудовых армий в начале 1922 года армия была расформирована.